# Campeonato Neerlandés de Fútbol 1908-09
El Campeonato Neerlandés de Fútbol 1908/09 fue la 21.ª edición del campeonato de fútbol de los Países Bajos. Participaron diecisiete equipos divididos en dos divisiones. El campeón nacional fue determinado por un play-off de ida y vuelta con los ganadores de la división de fútbol del este y oeste. Sparta Rotterdam ganó el campeonato de este año al vencer al RKVV Wilhelmina 6:2 y 4:1.

## Nuevos participantes
Eerste Klasse Este:
- Bredania/'t Zesde

## Divisiones

### Eerste Klasse Este
| Pos | Equipo            | PJ | PG | PE | PP | GF | GC | Pts | DG  | Notas                                  |
| --- | ----------------- | -- | -- | -- | -- | -- | -- | --- | --- | -------------------------------------- |
| 1   | RKVV Wilhelmina   | 12 | 8  | 1  | 3  | 29 | 22 | 17  | +7  | Clasificado al play-off por el título. |
| 2   | Vitesse           | 12 | 7  | 2  | 3  | 41 | 13 | 16  | +28 |                                        |
| 3   | Koninklijke UD    | 12 | 6  | 3  | 3  | 23 | 15 | 15  | +8  |                                        |
| 4   | Bredania/'t Zesde | 12 | 7  | 1  | 4  | 23 | 20 | 15  | +3  |                                        |
| 5   | GVC               | 12 | 4  | 2  | 6  | 15 | 34 | 10  | -19 |                                        |
| 6   | EFC PW 1885       | 12 | 4  | 1  | 7  | 27 | 28 | 9   | -1  |                                        |
| 7   | AFC Quick 1890    | 12 | 1  | 0  | 11 | 7  | 33 | 2   | -26 | No participa en la próxima temporada.  |

PJ = Partidos jugados; PG = Partidos ganados; PE = Partidos empatados; PP = Partidos perdidos; GF = Goles a favor; GC = Goles en contra; Pts = Puntos; DG = Diferencia de goles

### Eerste Klasse Oeste
| Pos | Equipo                   | PJ | PG | PE | PP | GF | GC | Pts | DG  | Notas                                  |
| --- | ------------------------ | -- | -- | -- | -- | -- | -- | --- | --- | -------------------------------------- |
| 1   | Sparta Rotterdam         | 18 | 13 | 3  | 2  | 61 | 15 | 29  | +45 | Clasificado al play-off por el título. |
| 2   | HVV Den Haag             | 18 | 13 | 3  | 2  | 60 | 21 | 29  | +39 |                                        |
| 3   | HC & CV Quick            | 18 | 11 | 2  | 5  | 54 | 21 | 24  | +33 |                                        |
| 4   | DFC                      | 18 | 7  | 5  | 6  | 41 | 36 | 19  | +5  |                                        |
| 5   | CVV Velocitas            | 18 | 8  | 3  | 7  | 42 | 37 | 19  | +5  |                                        |
| 6   | HBS Craeyenhout          | 18 | 8  | 1  | 9  | 38 | 45 | 17  | -7  |                                        |
| 7   | Koninklijke HFC          | 18 | 6  | 2  | 10 | 32 | 49 | 14  | -17 |                                        |
| 8   | HFC Haarlem              | 18 | 5  | 4  | 9  | 27 | 46 | 14  | -19 |                                        |
| 9   | USV Hercules             | 18 | 5  | 1  | 12 | 20 | 70 | 11  | -50 |                                        |
| 10  | Ajax Sportman Combinatie | 18 | 1  | 2  | 15 | 18 | 53 | 4   | -35 |                                        |

PJ = Partidos jugados; PG = Partidos ganados; PE = Partidos empatados; PP = Partidos perdidos; GF = Goles a favor; GC = Goles en contra; Pts = Puntos; DG = Diferencia de goles

### Play-off por el título
| Equipo 1        | Agr. | Equipo 2         | Ida | Vuelta |
| --------------- | ---- | ---------------- | --- | ------ |
| RKVV Wilhelmina | 3-10 | Sparta Rotterdam | 2-6 | 1-4    |

|                                      |
| Campeón Sparta Rotterdam 1.er título |